# Fiona May
Fiona May (ur. 12 grudnia 1969 w Slough) – brytyjska skoczkini w dal, od 1994 reprezentantka Włoch. Pięciokrotna olimpijka (1988-2004), w tym medalistka olimpijska z Atlanty i Sydney.
W 1994 wyszła za mąż za Włocha Gianniego Iapichinniego i przyjęła włoskie obywatelstwo. W 1994 wystąpiła na Mistrzostwach Europy gdzie zdobyła brązowy medal. Dwukrotnie była wicemistrzynią olimpijską – w 1996 (przegrała z Nigeryjką Chiomą Ajunwą), a w 2000 ustąpiła tylko legendzie tej dyscypliny, Niemce Heike Drechsler. Dwukrotnie zdobywała tytuł mistrzyni świata. Została uznana szóstą najlepszą skoczkinią w dal w historii.

## Rekordy życiowe
- skok w dal - 7,11 m (1998)
- trójskok - 14,65 m (1998)